# واتسلاف پیلاژ
واتسلاف پیلاژ (به چکی: Václav Pilař) (زادهٔ ۲۴ ژانویهٔ ۱۹۹۶) بازیکن فوتبال اهل جمهوری چک است. پُست تخصصی او هافبک است.

## تیم ملی
او سابقهٔ ۲۲ بازی ملی برای تیم ملی فوتبال جمهوری چک را در کارنامه دارد.